# Cry for Help
A Cry for Help című ballada Rick Astley Free című harmadik stúdióalbumának első kislemeze. A dalt Rick Astley és Rob Fisher írta. 
A dal az angol kislemezlista Top 10-es dala volt, illetve a Billboard 100-as lista 1. helyén végzett. Kanadában 3. helyezett volt. Rick Astley volt az első férfi szólista, akinek 8 kislemeze bejutott a Top 10-be.
A ballada társszerzője Rob Fisher a 80-as években a Naked Eyes és Climie Fisher tagja volt. A dal Top 10-es és Egyesült Államokbeli sikerét azóta nem sikerült túlszárnyalnia az előadónak.

## Slágerlista
| Slágerlista (1991)                           | Legmagasabb pozíció |
| -------------------------------------------- | ------------------- |
| Ausztrál ARIA lista                          | 13                  |
| Osztrák kislemezlista                        | 22                  |
| Kanadai kislemezlista                        | 4                   |
| Német kislemezlista                          | 14                  |
| Ír kislemezlista                             | 9                   |
| Spanyol kislemezlista                        | 11                  |
| Svéd kislemezlista                           | 17                  |
| Angol kislemezlista                          | 7                   |
| U.S. Billboard Hot 100                       | 7                   |
| U.S. Billboard Hot Adult Contemporary Tracks | 1                   |

## Év végi összegzések
| Év végi slágerlista (1991)                   | Pozíció |
| -------------------------------------------- | ------- |
| U.S. Billboard Hot 100                       | 70      |
| U.S. Billboard Hot Adult Contemporary Tracks | 4       |
| Holland Top 40                               | 76      |